# Piper kadsura
Piper kadsura är en pepparväxtart som först beskrevs av Jacques Denys Denis Choisy, och fick sitt nu gällande namn av Jisaburo Ohwi. Piper kadsura ingår i släktet Piper och familjen pepparväxter. Inga underarter finns listade i Catalogue of Life.